# 丁得孙
丁得孙，小说《水浒传》中人物，和龚旺同是东昌府张清手下副将，面颊连项，都有疤痕，会在马上使飞叉。在与梁山人马交战时，被燕青一箭射中马蹄坠马被俘，从而投靠了梁山。受招安后，征讨方腊時，在山路草中被毒蛇咬了腳，毒氣入腹而死。

## 影视形象
- 2011年版《水浒传》：子良